# Brian Tyree Henry
Brian Tyree Henry (Fayetteville, Észak-Karolina, 1982. március 31.–) amerikai színész. 
Legismertebb szerepe Paper Boi az Atlanta című FX-vígjátéksorozatban, mellyel Primetime Emmy-díjra jelölték, mint a legjobb férfi mellékszereplőt.
2018-ban a Hotel Artemis – A bűn szállodája, a Nyughatatlan özvegyek és a Ha a Beale utca mesélni tudna című filmek főszerepei hozták meg számára az áttörést. Ugyanebben az évben szinkronszínészként a Pókember: Irány a Pókverzum! animációs szuperhősfilmben is hallható volt. 2019-ben a Ne engedd el! című thrillerben és a Gyerekjáték című horrorfilmben szerepelt. 2022-ben Oscar-díjra jelölték A kiút című filmben nyújtott alakításáért.
Színpadon is fellép, a Rómeó és Júlia (2007), a The Book of Mormon (2011) és a The Fortress of Solitude (2014) című színdarabokban kapott főszerepeket.

## Fiatalkora
Fayetteville-ben (Észak-Karolina) született és részben Washingtonban nőtt fel. Édesapja katona volt, édesanyja, Willow Dean Kearse pedig pedagógus. Henry a 2000-es évek elején az atlantai (Georgia) Morehouse Főiskolára járt, mint üzleti-színészet és végül a Yale dráma iskolában megszerezte diplomáját.

## Pályafutása
Karrierjét a színpadon kezdte, számos színdarabban és musicalben szerepelt. 2007-ben Tybalt-ot alakította a Shakespeare in the Park Rómeó és Júlia című produkciójában. Henry Tarell Alvin McCraney színjáték-trilógiájában is megjelent, a The Brother/Sister Plays-ben. 2011-ben további sikereket ért el a The Book of Mormon című musicalben.
Vendégszerepelt az Esküdt ellenségek, A férjem védelmében és a Boardwalk Empire – Gengszterkorzó televíziós sorozatokban. Debütáló játékfilmje 2015-ben volt a Puerto Rico-i zsaruk Párizsban című filmben.

## Magánélete
Édesanyja, Willow Deane Kearse 2016 elején hunyt el. Az Atlanta Woods című epizódját Kearse emlékének szentelték.

## Filmográfia

### Film
| Év   | Magyar cím                       | Eredeti cím                         | Szerep                   | Magyar hang         |
| ---- | -------------------------------- | ----------------------------------- | ------------------------ | ------------------- |
| 2015 | Puerto Rico-i zsaruk Párizsban   | Puerto Ricans in Paris              | Larry Labels             | Papucsek Vilmos     |
| 2017 | Négyszemközt                     | Person to Person                    | Mike                     |                     |
| 2017 |                                  | Crown Heights                       | Clayton 'Massup' Benton  |                     |
| 2018 |                                  | Irreplaceable You                   | Benji                    |                     |
| 2018 | Család                           | Family                              | Pete                     |                     |
| 2018 | Hotel Artemis – A bűn szállodája | Hotel Artemis                       | Honolulu / Lev           | Papp Dániel         |
| 2018 | A kokainkölyök                   | White Boy Rick                      | Mel Jackson nyomozó      | Törköly Levente     |
| 2018 | Nyughatatlan özvegyek            | Widows                              | Jamal Manning            | Galambos Péter      |
| 2018 | Ha a Beale utca mesélni tudna    | If Beale Street Could Talk          | Daniel Carty             | Varga Rókus         |
| 2018 | Pókember: Irány a Pókverzum!     | Spider-Man: Into the Spider-Verse   | Jefferson Davis (hangja) | Bognár Tamás        |
| 2019 | Ne engedd el!                    | Don't Let Go                        | Garret Radcliff          | Zöld Csaba          |
| 2019 | Gyerekjáték                      | Child's Play                        | Mike Norris nyomozó      | Gémes Antos         |
| 2019 | Joker                            | Joker                               | Carl                     | Törköly Levente     |
| 2020 | Szuperagy                        | Superintelligence                   | Dennis Caruso            | Gémes Antos         |
| 2020 |                                  | The Outside Story                   | Charles Young            |                     |
| 2021 | Godzilla Kong ellen              | Godzilla vs. Kong                   | Bernie Hayes             | Kálloy Molnár Péter |
| 2021 | Az életteli Vivo                 | Vivo                                | Dancarino (hangja)       | Szabó Máté          |
| 2021 | Nő az ablakban                   | The Woman in the Window             | Little nyomozó           | Gémes Antos         |
| 2021 | Örökkévalók                      | The Eternals                        | Phaisztosz               | Gémes Antos         |
| 2022 | A gyilkos járat                  | Bullet Train                        | Citrom                   | Gémes Antos         |
| 2022 | A kiút                           | Causeway                            | James Aucoin             |                     |
| 2023 | A bűvész elefántja               | The Magician's Elephant             | Leo Matienne (hang)      | Pál Tamás           |
| 2023 | Pókember: A pókverzumon át       | Spider-Man: Across the Spider-Verse | Jefferson Davis (hangja) | Bognár Tamás        |
| 2024 | Godzilla x Kong: Az új birodalom | Godzilla x Kong: The New Empire     | Bernie Hayes             | Kálloy Molnár Péter |
| 2024 | Transformers Egy                 | Transformers One                    | Megatron (hangja)        | Gémes Antos         |
| 2025 |                                  | The Fire Inside                     | Jason Crutchfield        |                     |

### Televízió
| Év        | Magyar cím                           | Eredeti cím                 | Szerep                               | Megjegyzések                               |
| --------- | ------------------------------------ | --------------------------- | ------------------------------------ | ------------------------------------------ |
| 2010      | Esküdt ellenségek                    | Law & Order                 | Ben                                  | 1 epizód                                   |
| 2010      | A férjem védelmében                  | The Good Wife               | Randall Simmons                      | 1 epizód                                   |
| 2013      | Boardwalk Empire – Gengszterkorzó    | Boardwalk Empire            | Winston, bokszoló                    | 2 epizód                                   |
| 2014      | A sebész                             | The Knick                   | Larkin                               | 1 epizód                                   |
| 2016–2022 | Atlanta                              | Atlanta                     | Alfred "Paper Boi" Miles             | - 21 epizód - magyar hangja: - Földi Tamás |
| 2016-2017 | Kib*zgatóhelyettesek                 | Vice Principals             | Travis Brown                         | 3 epizód                                   |
| 2017      | Hogyan ússzunk meg egy gyilkosságot? | How to Get Away with Murder | kirendelt védő                       | 1 epizód                                   |
| 2017      | Rólunk szól                          | This Is Us                  | Ricky                                | 1 epizód                                   |
| 2017      |                                      | Drop the Mic                | Berry Gordy                          | 1. évad (9 epizód)                         |
| 2018      | BoJack Horseman                      | BoJack Horseman             | Cooper Wallace, Jr. / Strib (hangja) | 1 epizód                                   |
| 2018      | 104-es szoba                         | Room 104                    | Arnold                               | 1 epizód                                   |
| 2018–2019 | Tömény történelem                    | Drunk History               | Berry Gordy / önmaga                 | 2 epizód                                   |
| 2021–2023 |                                      | HouseBroken                 | Armando (hangja)                     | 9 epizód                                   |
| 2022      | Hormonokkal túlfűtve                 | Big Mouth                   | Elijah / főnök (hangja)              | visszatérő szerep (6. évad)                |
| 2023      | A 2009-es osztály                    | Class of ’09                | Tayo Miller                          | minisorozat                                |
| 2025      |                                      | Dope Thief                  | Ray Driscoll                         | minisorozat                                |

## Színházi szerepek
| Év   | Cím                      | Szerep                 | Helyszín                |
| ---- | ------------------------ | ---------------------- | ----------------------- |
| 2007 | Rómeó és Júlia           | Tybalt                 | Shakespeare in the Park |
| 2007 | The Brother/Sister Plays | Oshoosi                | The Public Theatre      |
| 2009 | The Brother/Sister Plays | The Egungun            | The Public Theatre      |
| 2009 | The Brother/Sister Plays | Oshoosi Size / Terrell | The Public Theatre      |
| 2011 | The Book of Mormon       | tábornok               | Eugene O'Neill Theatre  |
| 2014 | The Fortress of Solitude | Robert Woolfolk        | The Public Theatre      |
| 2018 | Lobby Hero               | William                | Helen Hayes Theater     |

## Fordítás
- Ez a szócikk részben vagy egészben  a   Brian Tyree Henry című angol Wikipédia-szócikk fordításán alapul.  Az eredeti cikk szerkesztőit annak laptörténete sorolja fel. Ez a jelzés csupán a megfogalmazás eredetét és a szerzői jogokat jelzi, nem szolgál a cikkben szereplő információk forrásmegjelöléseként.